# 8 Piscis Austrini
8 Piscis Austrini är en vit underjätte i Södra fiskens stjärnbild.
Stjärnan har visuell magnitud +5,73 och är svagt synlig för blotta ögat vid god seeing. 8 Piscis Austrini befinner sig på ett avstånd av ungefär 190 ljusår.